# Anna Haasters

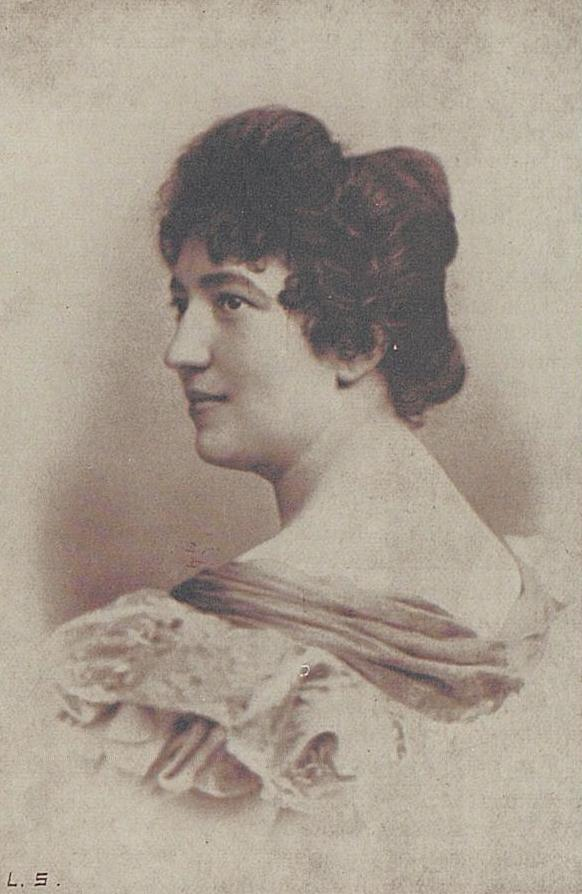
Anna Haasters-Zinkeisen

Anna Maria Rosalia Haasters, ab 1899 Anna Zinkeisen und als Künstlername Anna Haasters-Zinkeisen (* 17. Dezember 1866 in Köln; † nach 1930), war eine deutsche Pianistin.

## Leben
Anna Haasters, Tochter des Kölner Kaufmanns Ferdinand Haasters (* 1823) und dessen Ehefrau Rosalia, geborene Schmidt (* 1823), erhielt bereits im Kindesalter privaten Klavierunterricht von Nikolai Josef Hompesch und Eduard Mertke (1833–1895), zwei Lehrern des Kölner Konservatoriums. Im Alter von zwölf Jahren begann sie, das Konservatorium ihrer Privatlehrer zu besuchen. Dort erhielt sie Unterricht von dessen Leiter Ferdinand von Hiller im Fach Komposition sowie von James Kwast am Klavier. Nach einem Jahr debütierte sie mit Franz Liszts Rigoletto-Paraphrase auf einem Konzert im Gürzenich. 1883 folgte sie ihrem Lehrer Kwast auf Dr. Hoch’s Konservatorium in Frankfurt am Main, wo sie auch von Iwan Knorr unterrichtet wurde. 1884 wurde sie mit einem Betrag aus dem Mendelssohn-Bartholdy-Stipendium für Musiker gefördert. Ihre Abschlussprüfung absolvierte sie am 2. Juli 1885 mit Werken von Bernhard Scholz und Franz Liszt. Während ihrer Frankfurter Zeit beteiligte sie sich in der Wintersaison 1884/1885 an einer Tournee der belgischen Sopranistin Dyna Beumer (1856–1933).
Anschließend wurde sie Schülerin von Hans von Bülow in Meiningen. Ihrem Meister folgte sie nach Frankfurt am Main, Berlin und Hamburg. Dort wirkte sie in verschiedenen Konzerten Bülows und Aufführungen anderer Konzertveranstalter mit. Ferner trat sie von 1887 bis 1893 wiederholt in den größeren Städten des Rheinlandes auf, unter anderem bei den Konzerten und Kammermusikabenden des Kölner Gürzenich-Orchesters. 1896 gab sie ihr erstes eigenes Konzert mit dem Philharmonischen Orchester in der Berliner Singakademie. 1899 führte sie eine Konzertreise nach Kiel, Berlin und Magdeburg.
Am 24. April 1899 heiratete sie in Köln den Genremaler und Illustrator August Zinkeisen. Bald lebte das Paar in Düsseldorf. Sie trat fortan unter dem Künstlernamen Anna Haasters-Zinkeisen auf. In ihrer weiteren Konzerttätigkeit, die bis 1912 belegt ist, bildeten Auftritte in und um Köln und Düsseldorf den Schwerpunkt. In den Jahren nach 1900 konzertierte sie insbesondere wieder mit dem Gürzenich-Orchester und mit dem Städtischen Musikverein zu Düsseldorf. 1905/1906 und 1909/1910 veranstaltete sie eigene Abonnementskonzerte, die in der Presse durchweg gute Besprechungen erhielten. In deren Rahmen spielte sie mit verschiedenen Instrumental- und Vokalsolisten, dem Halíř-Streichquartett und dem Böhmischen Streichquartett (1891–1933); mit Letzterem hatte sie auch schon 1899 in Köln musiziert. In den 1920er Jahren, nach dem Tod ihres Gatten im Jahre 1912, betätigte sie sich als Musiklehrerin.

## Repertoire
Über ihre gesamte Laufbahn hinweg spielte sie als Hauptrepertoire Werke verschiedener Komponisten, insbesondere Beethoven, Chopin, Liszt und Mendelssohn. Wiederholt trug sie Chopins Variationen über „Là ci darem la mano“ aus Don Giovanni von Mozart für Klavier und Orchester B-Dur (1827/1828), Liszts Konzertparaphrase über Mendelssohns Hochzeitsmarsch und Elfenreigen aus dem Sommernachtstraum und das Klavierkonzert Nr. 5 Es-Dur op. 73 von Beethoven vor. Dazu brachte sie einzelne Stücke als Nebenrepertoire zu Gehör, etwa in der Zeit vor 1898 das Klavierkonzert c-Moll op. 185 von Joachim Raff und das Klavierkonzert Es-Dur op. 36 von Felix Draeseke. In den Jahren 1898 bis 1900 spielte sie das Klavierkonzert a-Moll op. 16 von Grieg, das in ihren letzten Berufsjahren vom Klavierkonzert a-Moll op. 54 von Schumann abgelöst wurde.

## Rezeption
Anna Haasters’ Klavierspiel wurde in der Presse überwiegend positiv besprochen. Bei sparsamem Pedalgebrauch und kräftigem Anschlag soll sie über sehr gut ausgebildete technische Fertigkeiten verfügt haben. Anfangs fehlte ihr nach dem Urteil eines Kritikers allerdings „gewinnende Wärme“. Eine spätere Kritik sah bedeutende Fortschritte ihres Spiels: „Fräulein Haasters, deren Erscheinung am Flügel jetzt noch prächtiger als früher wirkt, spielte das Grieg’sche Amoll-Concert, welches ihr so durchaus liegt, in das sie sich mit ihrem feinfühligen künstlerischen Empfinden so völlig hineingelebt hat, daß die Individualitäten der Interpretin und des Componisten ineinander verwachsen erscheinen. Die keine Schwierigkeit kennende brillante Technik der Haasters ist bekannt, ihr vornehmer Geschmack kommt jeder Composition zu gute, an zwei Eigenschaften hat sie aber offenbar noch in den letzten Jahren gewonnen – an Kraft und warmem Temperament“.
Der Musikkritiker und Sänger Paul Hiller (1853–1934) verglich sie gar mit den berühmtesten Pianistinnen ihrer Zeit: „Daß die hauptstädtische Presse, ebenso wie die kölnische und hamburgische, Fräulein Haasters mit Vorliebe nicht nur neben die Carenno und Menter, sondern in mancher Beziehung auch über diese stellt, sei nur als kleines Blatt aus dem Kranze wahrhaft glänzender Besprechungen kurz herausgegriffen“.